# كأس الاتحاد الإماراتي
كأس الاتحاد هي بطولة كأس كانت تقام سنوياً لأندية دوري الدرجة الأولى في الإمارات، وينظمها الاتحاد الإماراتي لكرة القدم. تأسست البطولة في عام 1985. ويعتبر الأهلي، العين، النصر الأكثر فوزاً بالكأس بـ3 ألقاب. كانت تشارك سابقاً الأندية المحترفة مع فرق الهواة في البطولة من 1985 حتى نسخة 2007 وبعدها تم إيقاف البطولة لموسمين وإعادتها في موسم 2009–10 لأندية الهواة. ولم تقام البطولة مرة أخرى من 2012-14 وتم إعادتها وتغيير نظامها في موسم 2014–15 لأندية دوري الدرجة الأولى فقط، لتكون البطولة المؤهلة لكأس رئيس الدولة.

## سجل الأبطال
| السنة   | النادي          | ملاحظة                                 |
| ------- | --------------- | -------------------------------------- |
| 86-1985 | الوحدة          | -                                      |
| 88-1987 | النصر           | -                                      |
| 89-1988 | العين           | -                                      |
| 93-1992 | الوصل           | -                                      |
| 94-1993 | الوحدة          | -                                      |
| 95-1994 | الوحدة، بني ياس | الدرجة الأولى، الدرجة الثانية والثالثة |
| 00-1999 | النصر           | -                                      |
| 01-2000 | الوحدة          | -                                      |
| 02-2001 | النصر           | -                                      |
| 05-2004 | العين           | -                                      |
| 06-2005 | العين           | -                                      |
| 07-2006 | الجزيرة         | -                                      |
| 10-2009 | الشارقة         | -                                      |
| 11-2010 | عجمان           | -                                      |
| 12-2011 | الظفرة          | -                                      |
| 15-2014 | دبي             | -                                      |